# Az Utolsó Napi Szentek Jézus Krisztus Egyháza szervezete

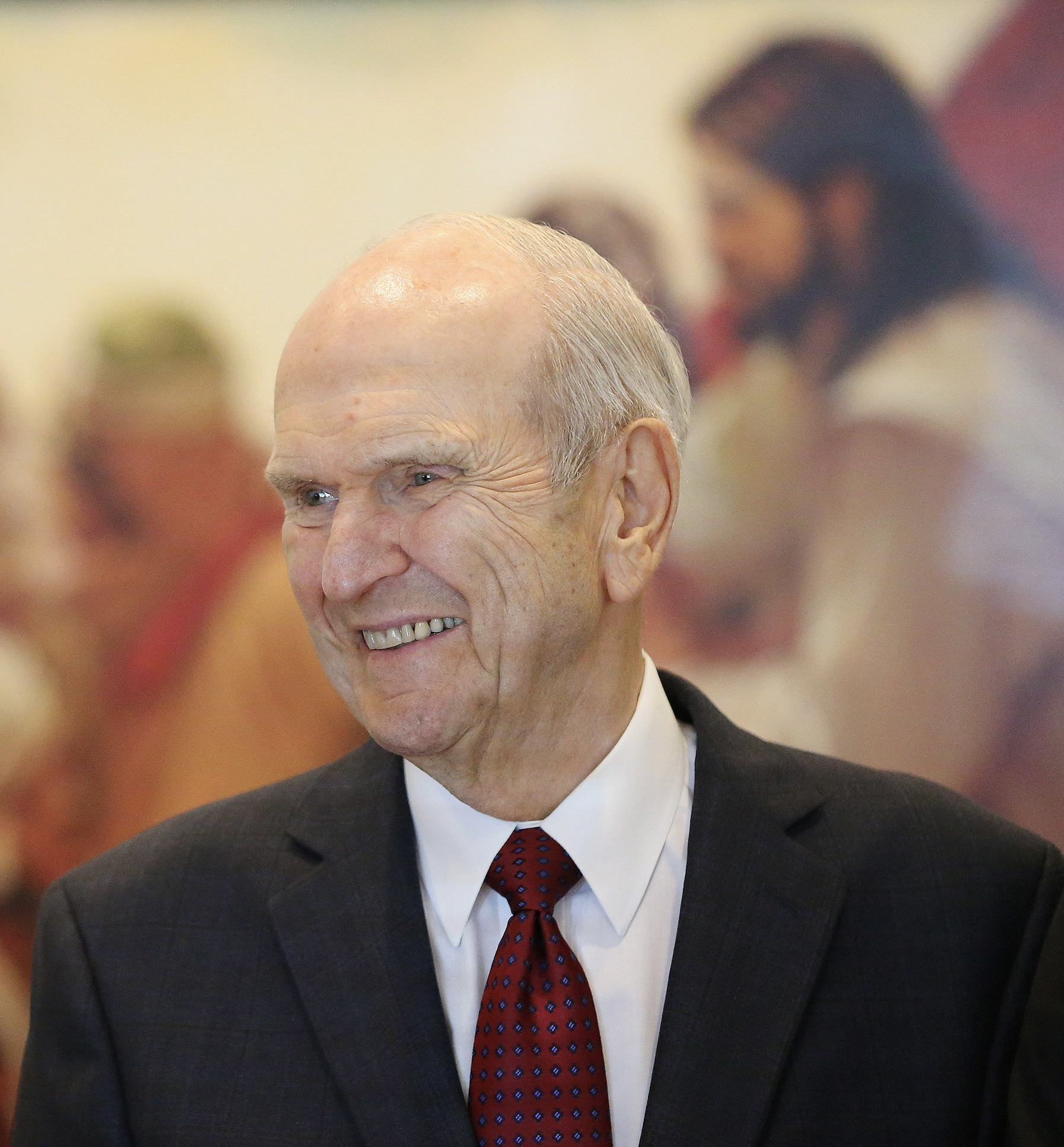
Russell M. Nelson (1924-) egyházelnök 2012-ben

## Felépítése
Az idők során Az Utolsó Napi Szentek Jézus Krisztus Egyháza szervezeti felépítése többször változott. Mai felépítése centralizált és piramisszerűen hierarchikus, s a következőkben foglalható össze nagy vonalakban:
- Az egyház legkisebb szervezeti egysége az egyházközség (ward), mely általában kb. 500 egyháztagból áll. Vezetője a püspök, őt a felettes területi egység, a cövek (stake) vezetője, a cövekelnök nevezi ki, majd az egyházközség tagsága nyílt formális szavazáson megerősíti őt. Az egyházközség vezetésében segítik a kvórumnak nevezett csoportok, melyek papi tisztségek szerint szerveződnek (kivéve a főpapokat, melyeknek egyházközségi szinten nincs kvórumuk, hanem az elderek egyházközségi kvórumában vesznek részt). További szervezetek: a felnőtt nőket tömörítő Segítőegylet (Relief Society), a Vasárnapi Iskola (Sunday School), a 12 éven aluli gyermekek részére az Elemi (Primary), valamint a 12–18 éves fiataloknak a Fiatal Férfiak (Young Men) és Fiatal Nők (Young Women) testületei. 
  - Amennyiben nincs elegendő egyháztag egy területen, akkor egyházközség helyett gyülekezetet (branch) alakítanak ki, melynek szervezete hasonló az egyházközséghez, de vezetője nem püspök, hanem gyülekezeti elnök. Úgyszintén gyülekezetet alakítanak ki olyan területeken, ahol nincs cövek nevű magasabb adminisztratív területi egység. 2019 végén világszerte összesen 30940 egyházközség és gyülekezet működött.[2]
- Több egyházközség és gyülekezet (leginkább 3–10) alkot egy cöveket. A cövek elnöke a cövekelnök. További szervezetek: Segítőegylet, Vasárnapi Iskola, Elemi, Fiatal Férfiak és Fiatal Nők. Működik emellett főpapi kvórum is. Valamint a legtöbb cövekben van egy pátriárka, aki szervezeti igazgatással nem foglalkozik, feladata a pátriárkai áldás megadása. Amennyiben a cövek területén működik misszió is, az a cövekelnöknek alá van rendelve. A cövek vezetőséget minden esetben a felettes szervek nevezik ki, melyet formális nyílt szavazás követ. 2019 végén világszerte összesen 3437 cövek működött,[2] ebből egy Magyarországon, Budapest Magyarország Cövek néven.
  - Olyan területeken, ahol nincs elegendő egyháztag, nem alakítanak ki cöveket, hanem helyette kerület (district) van. A kerület funkciója nagyban hasonlít a cövekéhez, azonban a kerület mindig a területileg illetékes missziónak alárendelve működik. Ezen kívül a kerületnek nincs pátriárkája és főpapi kvóruma. 2019 végén világszerte összesen 542 kerület állt fenn.
- Misszió (mission). Elnöke a misszióelnök. Olyan területeken, ahol van kialakított cövek, a misszió a cövek alá van rendelve. Új missziós területeken jellemzően nincs cövek, ott a misszió irányítja a területileg hozzátartozó gyülekezeteket. 2019 végén világszerte összesen 399 misszió működött.[2]
- Terület (area). Vezetője a területi hetvenes. A harmadik, negyedik, ötödik, hatodik és hetedik hetvenes kvórum tagjai egyben területi elnökök is. Egy terület több cövekből és misszióból áll. A harmadik, negyedik, ötödik, hatodik és hetedik hetvenes kvórum tagjai a héttagú Hetvenek Elnöksége felügyelete alatt állnak. A magyarországi egyház az Európa Területhez tartozik, melynek székhelye Frankfurt, Németország.
  - Észak-Amerikában nincsenek területek, hiányzik ez az adminisztratív szint. Itt a cövekek és missziók közvetlenül a héttagú Hetvenek Elnöksége alá vannak rendelve, minden tag bizonyos cövekeket felügyel, területi megosztási elv alapján.
  - Az első és a második hetvenes kvórum tagjai úgyszintén a héttagú Hetvenek Elnöksége felügyelete alatt állnak. Ők azonban, ellentétben a többi hetvenes kvórummal, nem helyi tisztségviselők, hanem az egyház központi irányításában vesznek részt, például fontos egyházi osztályok vezetői.

A fentebb felsorolt tisztségviselőket a legtöbb esetben 70 éves koruk elérése környékén felmentik aktív tisztségükből, és papi tisztségüket megtartva tiszteletbeli (emeritus) tisztségviselőkké válnak.
A 70 éves korban történő visszavonulás általában nem vonatkozik a következő, legmagasabb tisztségekre és szervekre:
- A héttagú Hetvenek Elnöksége (Presidency of the Seventy), mely felügyeli a hetvenes kvórumokat, a cövekeket, a legfontosabb központi egyházi szerveket és osztályokat. A Hetvenek Elnöksége tagjait az Első Elnökség hívja el.
- A Tizenkét Apostol Kvóruma (Quorum of the Twelve Apostles), a legfelsőbb egyházi szerv. Tagjai az egyház tanai értelmében próféták, látnokok és kinyilatkoztatók. Tagjai felügyelik az egyház igazgatásának különböző területeit, emellett "Jézus Krisztus különleges tanúiként" rendszeresen utaznak, hogy világszerte tanítsák az egyház tagjait, valamint intézzék az egyház ügyeit. Az egyházban 15 apostol van, azonban közülük csak 12 tagja ennek a kvórumnak (a másik három apostol az Első Elnökség három tagja). Mindig a rangidős, vagyis legrégebben szolgáló apostol a Tizenkét Apostol Kvórumának elnöke. Amennyiben az egyház elnöke utáni rangidős apostolt az egyház elnöke a tanácsosává választotta, úgy a Tizenkét Apostol Kvórumát a következő legrégebben szolgáló apostol vezeti, akinek tisztsége ilyenkor "a Tizenkét Apostol Kvórumának ügyvezető elnöke". Az egyház elnökének halálakor a Tizenkét Apostol Kvórumának legfontosabb feladata az új egyházelnök kiválasztása. Ilyenkor a 14 élő apostol egyhangú döntéssel választja ki az új egyházelnököt. Hagyományosan a rangidős apostolt választják új egyházelnöknek, bár hivatalosan bárki más is lehetne az új egyházelnök, amennyiben a testület arra érezne késztetést, hogy ne a rangidős apostolt, hanem valaki mást támogasson egyhangúlag. Amennyiben halál miatt üresedés keletkezik a kvórumban, az Első Elnökség nevezi meg az új apostolt, aki jellemzően a Hetvenek Elnökségének egyik tagja.
- Első Elnökség (First Presidency). Tagjai: az egyházelnök, s annak első és második tanácsosa. Ez az egyház legfelsőbb irányító szerve. Az egyházelnökség életfogytig szól. Az egyházelnök halálával az első és a második tanácsos tisztsége is megszűnik, ők visszakerülnek ilyenkor a Tizenkét Apostol Kvórumába. Az új egyházelnök a megválasztása után kiválasztja az apostolok közül első és második tanácsosát. Elméletileg az első és a második tanácsos nem kötelezően apostol, azonban az egyház történetében ez évtizedek óta nem fordult elő.

## Az Egyház elnökei
- Joseph Smith 1830–1844
  - nincs egyházelnök 1844–1847, Brigham Young vezeti az egyházat, mint a Tizenkét Apostol Kvórumának az elnöke
- Brigham Young 1847–1877
  - nincs egyházelnök 1877-1880, John Taylor vezeti az egyházat, mint a Tizenkét Apostol Kvórumának az elnöke
- John Taylor(wd) 1880-1887
  - nincs egyházelnök 1887–1889, Wilford Woodruff vezeti az egyházat, mint a Tizenkét Apostol Kvórumának az elnöke
- Wilford Woodruff(wd) 1889–1898
- Lorenzo Snow(wd) 1898–1901
- Joseph F. Smith (Joseph Smith testvérének, Hyrum Smithnek a fia) 1901–1918
- Heber J. Grant 1918–1945
- George Albert Smith (Wilford Woodruff unokájának a férje) 1945–1951
- David O. McKay 1951–1970
- Joseph Fielding Smith (Joseph F. Smith fia) 1970–1972
- Harold B. Lee 1972–1973
- Spencer W. Kimball (Heber C. Kimball, Joseph fSmith egyik apostolának az unokája) 1973–1985
- Ezra Taft Benson 1985–1994
- Howard W. Hunter 1994–1995
- Gordon B. Hinckley 1995–2008
- Thomas S. Monson 2008–2018
- Russel M. Nelson 2018-tól[3]